# مزرعة كرمشاه كرمي (رستاق)
مزرعة کرمشاه کرمي (بالإنجليزية: Mazraeh-ye Karmshah Karmi)‏ هي منطقة سكنية تقع في إيران في فارس. يقدر عدد سكانها بـ 29 نسمة .